# Say Somethin
"Say Somethin" é uma canção gravada pelo adolescente cantor, compositor, dançarino e ator e estadunidense de música pop Austin Mahone, lançada como o primeiro single de sua carreira para seu primeiro EP, Extended Play. Foi lançado em 5 de junho de 2012 e foi seu primeiro grande sucesso nas paradas. Ele canta o estilo teen pop da década de 1950 e 1960.
Em 2012, Mahone lançou o single promocional "11:11" que alcançou a posição #19 na Billboard Heatseekers Songs. A canção seguinte, "Say Somethin" fez ainda melhor, alcançando a posição #34 na Billboard na categoria de músicas pop. O videoclipe da canção filmado em um ambiente escolar foi fortemente tocado em canais de música adolescentes, expondo-lhe a grande mídia.

## Tabelas
| Parada (2012)                                | Melhor posição |
| -------------------------------------------- | -------------- |
| Ucrânia (FDR Charts)                         | 2              |
| Estados Unidos (Billboard Mainstream Top 40) | 34             |